# جامع سنكوري
جامع سنكوري أو جامع تمبكتو الكبير هو جامع يقع في حي سنكوري في تمبكتو في مالي.
عاقب على إمامته "أهل آقيت"، ومن هذه الأسرة العلامة أحمد بابا التمبكتى.